# Cathédrale Sainte-Marie du château de Nice
Cette ancienne cathédrale n’est pas la seule cathédrale Sainte-Marie.
La  cathédrale Sainte-Marie située sur la colline du château de Nice était une cathédrale de style pré-roman. Elle est désormais en ruine. Ce fut le siège du diocèse de Nice jusqu'au transfert de l'évêché dans la cathédrale Sainte-Réparate. L'ancien diocèse de Cimiez avait une autre cathédrale dans des anciens thermes de cette colline.

## Histoire

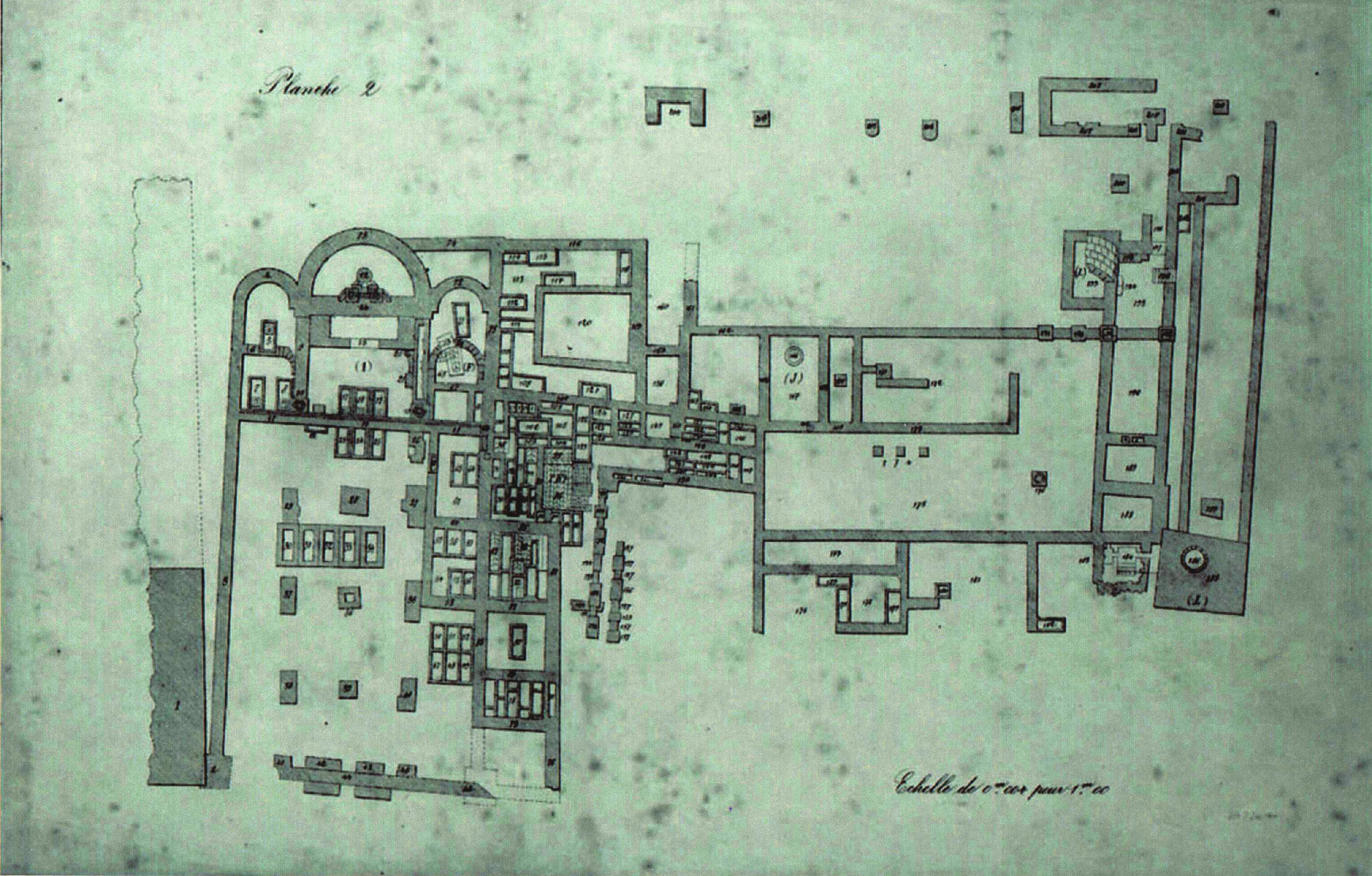
Plan de la cathédrale reconstitué d'après les fouilles archéologiques.

La cathédrale du château est la première de Nice. En réalité, à cet emplacement deux cathédrales ont été successivement construites puis rasées. Une première cathédrale est bâtie à la fin du Xe siècle. Son maître-autel est consacré en 1049. Elle comporte trois nefs sans transept et un chœur à trois absides.
Très délabrée, elle est remplacée au XIIIe siècle par une nouvelle construction, réalisée sur les mêmes plans mais rallongée à l'est. Au XVe siècle, celle-ci est remaniée et on y ajoute des chapelles, ce qui est confirmé par une bulle pontificale de Martin V de 1429. La duchesse de Savoie, Béatrice de Portugal y est inhumée. Fortement ébranlée lors du siège de Nice de 1691, elle est rasée en 1706. 